# Hypochaeris ciliata
Hypochaeris ciliata là một loài thực vật có hoa trong họ Cúc. Loài này được (Thunb.) Makino mô tả khoa học đầu tiên năm 1908.